# Pascal Kondaponi
Pascal Naftali Kondaponi (Lagos, 26 dicembre 1980) è un ex calciatore nigeriano, di ruolo attaccante.

## Carriera

### Club
Nel 2000 ha fatto parte della rosa del Puebla, club della prima divisione messicana, con cui non ha però giocato nessuna partita di campionato. Negli anni seguenti gioca in vari club portoghesi, sia di prima che di seconda divisione: in particolare, esordisce in prima divisione nella stagione 2002-2003 con il Nacional, con cui gioca 4 partite; sempre nella stessa stagione segna poi 2 gol in 11 presenze in massima serie con il Vitória Setúbal. Nella stagione 2005-2006, dopo quattro anni in Portogallo, gioca nella prima divisione israeliana con lo Bnei Sakhnin, con cui mette a segno 5 reti in 32 presenze. Nella stagione 2006-2007 gioca invece prima nella Portimonense (seconda divisione portoghese) e poi nell'Agia Napa (prima divisione cipriota); dopo un'ulteriore periodo in Portogallo al Desp. Aves, nel 2008 totalizza 18 presenze e 2 reti nella prima divisione svedese con il Ljungskile; si trasferisce poi in Cina, segnando una rete in 4 presenze nella prima divisione locale con la maglia del Q. Zhongneng. Dopo un ulteriore ritorno in Portogallo per giocare in seconda divisione con l'Oliveirense, trascorre il 2010 nella prima divisione angolana al Primeiro de Agosto. Si ritira nel 2013 dopo aver trascorso le ultime due stagioni della carriera in Bangladesh allo Sheikh Russel, con cui tra l'altro nella stagione 2012-2013 vince sia il campionato che la coppa nazionale bengalese.

## Palmarès

### Club

#### Competizioni nazionali
- Supercoppa d'Angola: 1

Primeiro de Agosto: 2010
- Campionato bengalese: 1

Sheikh Russel: 2012-2013
- Coppa del Bangladesh: 1

Sheikh Russel: 2012-2013